# Lavernhe
Pour les articles homonymes, voir Lavernhe (homonymie).
Lavernhe est une ancienne commune française située dans le département de l'Aveyron, en région Occitanie, devenue, le 1er janvier 2016, une commune déléguée de la commune nouvelle du Sévérac-d'Aveyron. Son territoire s'étend au nord du Parc naturel régional des Grands Causses dans le massif des Palanges.

### Localisation

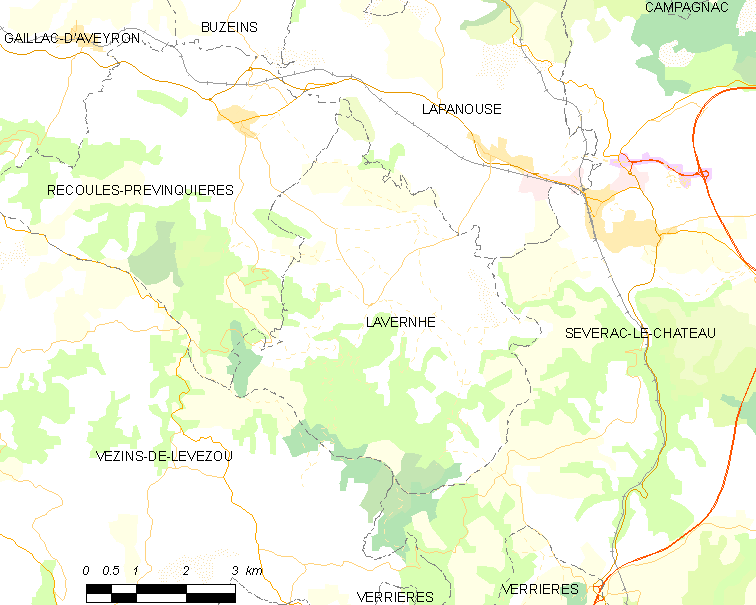

## Géographie

### Site
La commune est constituée d'un bourg principal et de hameaux et fermes isolées. Situé entre les monts du Lévézou et le Causse de Sévérac, non loin de la haute vallée de l'Aveyron, Lavernhe est au carrefour de l'A 75 et de la RN 88, à mi distance de Millau et Rodez. Lovée dans la vallée de l'Olip, le village est dominé au sud par le Puech del Pal, point culminant de la chaîne des Palanges (1 155 m).

## Histoire
Lavernhe est un toponyme d'origine celtique signifiant « aulnaie » (vernos = aulne) qui atteste une occupation ancienne de la vallée de l'Olip. Le plus ancien texte se rapportant à son histoire est une charte rédigée par le comte Raymond de Toulouse en 943-944  donnant l'église Saint-Hippolyte à Ramnulfe, abbé de Vabres-l'Abbaye. Un prieuré fut alors fondé suivant la règle bénédictine. En 1082, le prieuré fut donné avec les autres biens de Vabres à l'abbaye de Saint-Victor de Marseille par l'évêque de Rodez, Pons Étienne. Quand l'évêché de Vabres-l'Abbaye fut créé, en 1317, la collation du prieuré et de la paroisse revint au chapitre de Vabres. La communauté subsista jusqu'au XVe siècle. Lavernhe fut également le siège d'un paréage royal au XIVe siècle. L'ancien monastère existait encore à l'état de ruine au début du XXe siècle : un chœur roman de l'ancienne chapelle et une tour forte (fortalicium). La tour est devenue le clocher de l'église actuelle. La tradition attribue aux religieux le détournement du cours de l'Olip pour assainir la vallée et créer des prairies.

## Politique et administration
| Période | Période  | Identité                       | Étiquette | Qualité            |
| ------- | -------- | ------------------------------ | --------- | ------------------ |
| 1792    | 1798     | Pierre-Jean Lavabre            |           |                    |
| 1798    | 1801     | Grégoire Costes                |           |                    |
| 1801    | 1815     | Antoine Charles Hérail         |           |                    |
| 1815    | 1829     | Pierre-Jean Lavabre            |           |                    |
| 1829    | 1850     | Jean-Philippe Lescure          |           | Conseiller général |
| 1850    | 1851     | Louis Fabre                    |           |                    |
| 1851    | 1852     | Michel Reynès                  |           |                    |
| 1852    | 1881     | Camille Philippe Lescure       |           |                    |
| 1881    | 1886     | Ferdinand Lunet de Lajonquière |           |                    |
| 1886    | 1900     | Louis Fabre                    |           |                    |
| 1900    | 1904     | Eugène Reynès                  |           |                    |
| 1904    | 1908     | Gabriel Lunet de Lajonquière   |           |                    |
| 1908    | 1913     | Joseph Layral                  |           |                    |
| 1913    | 1920     | Augustin Albenque              |           |                    |
| 1920    | 1932     | Gabriel Romiguié               |           |                    |
| 1932    | 1945     | Etienne Teysseyre              |           |                    |
| 1945    | 1953     | Victor Richard                 |           |                    |
| 1953    | 1983     | Charles Philibert de Lescure   |           |                    |
| 1983    | 1995     | Julien Lacroix                 |           |                    |
| 1995    | 2008     | Elisabeth Lunet de Lajonquière | DVD       |                    |
| 2008    | 2014     | Fabrice Frayssinet             |           |                    |
| 2014    | en cours | Jérôme de Lescure              |           |                    |

## Démographie
L'évolution du nombre d'habitants est connue à travers les recensements de la population effectués dans la commune depuis 1793. À partir du 1er janvier 2009, les populations légales des communes sont publiées annuellement dans le cadre d'un recensement qui repose désormais sur une collecte d'information annuelle, concernant successivement tous les territoires communaux au cours d'une période de cinq ans. 
Pour les communes de moins de 10 000 habitants, une enquête de recensement portant sur toute la population est réalisée tous les cinq ans, les populations légales des années intermédiaires étant quant à elles estimées par interpolation ou extrapolation. Pour la commune, le premier recensement exhaustif entrant dans le cadre du nouveau dispositif a été réalisé en 2008,.
En 2013, la commune comptait 231 habitants, en évolution de −5,71 % par rapport à 2008 (Aveyron : +0,58 %, France hors Mayotte : +2,49 %).
| 1793 | 1800 | 1821 | 1831 | 1836 | 1841 | 1846 | 1851 | 1856 |
| ---- | ---- | ---- | ---- | ---- | ---- | ---- | ---- | ---- |
| 361  | 674  | 877  | 794  | 818  | 862  | 844  | 826  | 761  |

| 1861 | 1866 | 1872 | 1876 | 1881 | 1886 | 1891 | 1896 | 1901 |
| ---- | ---- | ---- | ---- | ---- | ---- | ---- | ---- | ---- |
| 708  | 744  | 759  | 722  | 680  | 736  | 669  | 618  | 535  |

| 1906 | 1911 | 1921 | 1926 | 1931 | 1936 | 1946 | 1954 | 1962 |
| ---- | ---- | ---- | ---- | ---- | ---- | ---- | ---- | ---- |
| 567  | 560  | 507  | 518  | 505  | 457  | 425  | 404  | 342  |

| 1968 | 1975 | 1982 | 1990 | 1999 | 2008 | 2013 | - | - |
| ---- | ---- | ---- | ---- | ---- | ---- | ---- | - | - |
| 280  | 243  | 232  | 250  | 231  | 245  | 231  | - | - |

## Lieux et monuments

### Église Saint-Grégoire
Classé MH (1929)

### Église Saint-Hippolyte
Inscrit MH (1928)
Église actuelle (remaniée en 1650 et 1933) : chevet roman arrondi avec colonnes engagées, chapiteaux et modillons.

### Divers
- Lavernhe est un village traversé par le Tencil, cours d'eau enjambé par de nombreux petits ponts de pierre ou de bois que l'on emprunte pour gagner les jardins et les maisons. Plusieurs fontaines.
- Petit château ayant appartenu à une branche de la famille des Prévinquières, puis des Pégayrolles et Lescure,finalement par mariage en 1904 à la famille de Lescure actuel propriétaire, brûlé le 10 août 1944 par les Allemands, une demeure a été reconstruite au titre de dommage de guerre. À voir :  ancien portail (XVIIe siècle ?) encadré de pilastres cannelés, surmontés de chapiteaux corinthiens. Au fronton : un casque de chevalier garni de lambrequinss.

### Héraldique
| Blason | Blasonnement : Écartelé : au 1er de gueules à la tête de léopard vomissant des ondes, le tout d'argent, au 2e d'azur au heaume de chevalier taré de profil et accompagné de trois croissants, le tout d'argent, au 3e d'azur à la façade de l’église de Saint-Grégoire mouvant de la pointe et accostée de deux crosses épiscopales adossées, le tout d'argent, au 4e de gueules au vernhe (vergne = aulne) terrassé, le tout d'argent, sur le tout de l'écartelé, un besant d'argent chargé d'une croisette pattée de gueules. |